# 飄揚青帆
飄揚青帆（日语：ヴェラアズール），是日本純種競賽馬匹。生涯活躍於中距離賽事，於後期轉往草地作賽後曾勝出日本盃。

## 出賽前
2017年1月19日出生於北海道白老町白老牧場，成長途中於一口馬主俱樂部Carrot Farm Co. Ltd.進行馬主募集。
其後交由栗東訓練中心練馬師渡邊薰彥訓練。
1歲時，其左腳被發現有碎骨而需要接受手術取出，2歲時左前腳患上骨瘤需要進入休養。

## 競賽生涯

### 3歲
因受到腳部傷患影響，其推遲至2020年3月20日出戰阪神競馬場3歲新馬戰，於其中獲得第二。
其後考慮其年幼時的身體狀態及目前近600公斤的龐大體格，因而陣營選擇繼續安排其於泥地賽事作賽以減輕腳步負擔，並於三場3歲未勝利戰取得兩亞一季後，終於在第四場3歲未勝利戰取得首勝。
贏得首勝後，其餘年間出戰多兩場一捷馬級別的賽事，但均未能戰勝對手掄元。

### 4歲
2021年繼續以捷馬戰作爲主軸，然而無法於泥地發揮自身水準下僅勝出年初的4歲以上一捷馬戰，最終於本年度內僅停留於兩捷馬的級別，未能晉級公開組。

### 5歲
2022年年初出戰濃尾特別，於其中無法順利加速下沉沒於馬群之中，最終以第七大敗。
其後陣營認爲其體態經已成熟且以往的腳步問題亦被解決，因而決定安排其轉戰草地賽事，並以淡路特別作爲目標。比賽開賽後，其保持於中團靠後位置推進，進入直路後一舉加速並以全場最佳末腳速度壓制一同衝出的Prairie Dream，最終以1/2馬位贏得草地首勝。
4月及5月出戰陽光錦標及綠風錦標，表現不俗之下均於兩場賽事取得第三的戰績。
6月11日出戰三捷馬戰六月錦標，比賽途中稍爲爬升下於直路再度爆發出優勢的加速力，最終超越領放馬破空極光下拉開對手1 3/4馬位取得勝利。
歷經約莫4個月的放草，其於10月10日出戰京都大賞典，並雖然爲其首次挑戰分級賽，但其仍然獲得第二人氣。比賽開始後，其選擇無視前方皇室徽號的領放，於約莫第十的位置以緩慢節奏追走。通過最後彎時候，其仍然處於後方位置未有任何動作。然而進入直路後，其隨即以優秀的反應接受騎師松山弘平的指示加速，最終轟出後600米33.2秒的恐怖末腳下瞬間超越前方所有賽駒，甚至拉開第二的皇庭譜曲2 1/2馬位取得首個分級賽冠軍。
其後乘勢出戰日本盃，由於賽前秋季天皇賞冠軍春秋分經已宣佈直走有馬紀念，而東京優駿（日本打吡）冠軍勝局在望及春季天皇賞和寶塚紀念雙冠領銜則因遠征法國凱旋門大賽缺席，於日本馬陣容較爲薄弱的情況下加上外隊派出偉大光榮、誠實心、唐尼及小巧勁力四駒出戰，因而本屆日本盃被譽爲10年來外國馬最有機會奪魁的一次。比賽開始後，前方繼續由皇室徽號領放帶出，飄揚青帆則和大帝及野田猛鯨一同於後方位置推進。進入直路後，飄揚青帆仍然處於後方位置無法衝出，直至最後300米其才從內欄的寰宇旅者及外檔的大帝之間發現位置突破。最終其憑借強大的力量由兩駒之間衝出加速下，成功率先透出並以3/4馬位奪得首個一級賽冠，爲練馬師渡邊薰彥帶來首個一級賽頭銜之餘，亦捍衛了主隊馬於日本盃的榮譽。

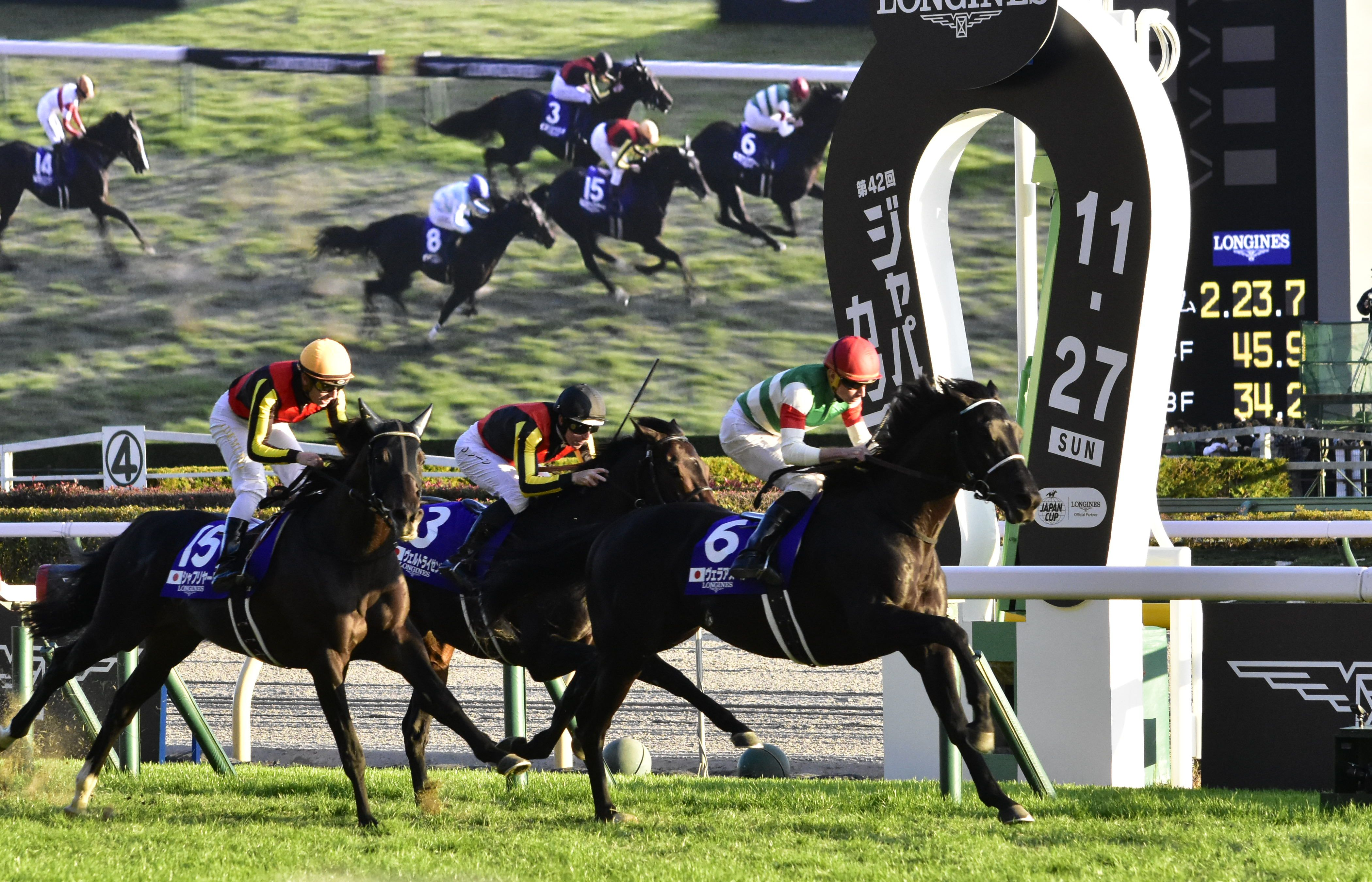
出戰日本盃的飄揚青帆

12月25日出戰有馬紀念，雖然賽前獲得第四人氣的較高評價，然而於直路未能順利突破下無法加速，最終以第十大敗。

### 6歲
進入2023年，年初陣營安排其重返泥地賽場，遠征阿聯酋以杜拜世界盃爲目標，然而完全無法施展實力下以第十三大敗。
回國後戰績亦未見好轉6月出戰寶塚紀念以第八落敗，秋季以京都大賞典作爲熱身亦僅跑獲第七。
11月出戰日本盃劍指連霸，比賽途中保持於中團靠後位置穩步追走，進入直路後其雖然嘗試逐步加速抽出，但最終未能最大程度發力之下僅跑僅以第七完賽。
日本盃賽後，其被發現患有肌腱炎，因而陣營決定安排其退役。

### 詳細賽績
| 日期       | 舉辦國家 | 馬場 | 距離   | 級別 | 賽事名稱       | 負重 | 騎師     | 馬號 | 出馬 | 名次 | 時間    | 頭馬（二馬）      |
| ---------- | -------- | ---- | ------ | ---- | -------------- | ---- | -------- | ---- | ---- | ---- | ------- | ----------------- |
| 20/3/2020  | 日本     | 阪神 | 泥1800 |      | 3歲新馬        | 56   | 福永祐一 | 3    | 16   | 2    | 1:56.1  | Regal Manner      |
| 11/4/2020  | 日本     | 阪神 | 泥1800 |      | 3歲未勝利      | 56   | 福永祐一 | 16   | 16   | 2    | 1:54.7  | Encore Press      |
| 31/5/2020  | 日本     | 京都 | 泥1800 |      | 3歲未勝利      | 56   | 幸英明   | 7    | 16   | 2    | 1:54.1  | Kanekome Noboru   |
| 13/6/2020  | 日本     | 阪神 | 泥1800 |      | 3歲未勝利      | 56   | 福永祐一 | 14   | 16   | 3    | 1:52.1  | Meisho Kazusa     |
| 28/6/2020  | 日本     | 阪神 | 泥1800 |      | 3歳未勝利      | 56   | 連達文   | 5    | 16   | 1    | 1:53.8  | （Kool Shine）    |
| 23/11/2020 | 日本     | 阪神 | 泥2000 |      | 3歲以上一捷馬  | 55   | 福永祐一 | 1    | 10   | 4    | 2:08.7  | Lord Session      |
| 19/12/2020 | 日本     | 阪神 | 泥2000 |      | 3歲以上一捷馬  | 56   | 福永祐一 | 9    | 11   | 2    | 2:08.4  | 睿智寶石          |
| 10/1/2021  | 日本     | 中京 | 泥1900 |      | 4歲以上一捷馬  | 56   | 福永祐一 | 3    | 14   | 1    | 2:01.3  | （名將古城）      |
| 20/3/2021  | 日本     | 中京 | 泥1800 |      | 矢作川特別     | 55   | 福永祐一 | 11   | 16   | 10   | 1:55.0  | 野田輝耀          |
| 10/4/2021  | 日本     | 新潟 | 泥1800 |      | 福島中央電視盃 | 57   | 鮫島克駿 | 2    | 14   | 13   | 1:54.4  | Vehement          |
| 13/6/2021  | 日本     | 東京 | 泥2100 |      | 八王子特別     | 57   | 李慕華   | 2    | 16   | 3    | 2:11.4  | 力大無比          |
| 27/6/2021  | 日本     | 阪神 | 泥1800 |      | 絲帶賞         | 57   | 李慕華   | 1    | 13   | 4    | 1:52.4  | 驕姿蹄            |
| 30/10/2021 | 日本     | 東京 | 泥2100 |      | 伊勢佐木特別   | 55   | 李慕華   | 12   | 14   | 9    | 2:12.7  | Vaisravana        |
| 27/11/2021 | 日本     | 阪神 | 泥1800 |      | 3歲以上兩捷馬  | 57   | 鮫島克駿 | 9    | 16   | 6    | 1:54.3  | Whole Shebang     |
| 18/12/2021 | 日本     | 阪神 | 泥1800 |      | 赤穗特別       | 57   | 松若風馬 | 7    | 14   | 3    | 1:52.2  | 成田強聲          |
| 9/1/2022   | 日本     | 中京 | 泥1800 |      | 濃尾特別       | 57   | 松若風馬 | 6    | 15   | 7    | 1:54.3  | Repun Kamuy       |
| 19/3/2022  | 日本     | 阪神 | 草2600 |      | 淡路特別       | 55   | 岩田望來 | 1    | 9    | 1    | 2:38.4  | （Prairie Dream） |
| 17/4/2022  | 日本     | 中山 | 草2500 |      | 陽光錦標       | 55   | 岩田望來 | 7    | 13   | 3    | 2:33.2  | 仙域寶礁          |
| 14/5/2022  | 日本     | 東京 | 草2400 |      | 綠風錦標       | 57   | 戶崎圭太 | 11   | 12   | 3    | 2:24.4  | Albilla           |
| 11/6/2022  | 日本     | 東京 | 草2400 |      | 六月盃         | 56   | 李慕華   | 9    | 15   | 1    | 2:25.7  | （破空極光）      |
| 10/10/2022 | 日本     | 阪神 | 草2400 | GII  | 京都大賞典     | 56   | 松山弘平 | 10   | 14   | 1    | 2:24.3  | （皇庭譜曲）      |
| 27/11/2022 | 日本     | 東京 | 草2400 | GI   | 日本盃         | 57   | 莫雅     | 6    | 18   | 1    | 2:23.7  | （大帝）          |
| 25/12/2022 | 日本     | 中山 | 草2500 | GI   | 有馬紀念       | 57   | 松山弘平 | 6    | 16   | 10   | 2:34.1  | 春秋分            |
| 25/3/2023  | 阿聯酋   | 美丹 | 泥2000 | GI   | 杜拜世界盃     | 57   | 杜滿樂   | 15   | 15   | 13   | 2:13.87 | 盈寶奇嶽          |
| 25/6/2023  | 日本     | 阪神 | 草2200 | GI   | 寶塚紀念       | 58   | 松山弘平 | 8    | 17   | 8    | 2:11.9  | 春秋分            |
| 9/10/2023  | 日本     | 京都 | 草2400 | GII  | 京都大賞典     | 59   | 松山弘平 | 2    | 14   | 7    | 2:25.7  | 草如茵            |
| 26/11/2023 | 日本     | 東京 | 草2400 | GI   | 日本盃         | 58   | 杜苑欣   | 9    | 18   | 7    | 2:23.3  | 春秋分            |

## 退役後
退役後，飄揚青帆成爲了配種馬，於北海道新冠町優駿Stallion Station休養，在2024進行配種﹐首批子嗣將於2025年出生。首批子嗣可於2027年出賽。

## 血統簡介
父系榮進閃耀爲日本賽駒，曾勝出2010年東京優駿，並於2012年秋季天皇賞取勝。祖父皇中王爲美國生產的英國賽駒，生涯戰績優秀，曾勝出一級賽二千堅尼錦標。
母系Vela Blanca爲日本賽駒，生涯戰績不佳僅勝出兩場賽事。外祖父大洋船爲美國生產的日本賽駒，於草地泥地賽事均有表現，曾勝出NHK一哩賽及日本盃泥地大賽。

### 血統表
| 父線：金滿寶系（淘金者系）          |                              |                |                 |
| 種馬 榮進閃耀 2007年（深棗色）      | 皇中王 1997年（棗色）        | 金滿寶         | 淘金者          |
| 種馬 榮進閃耀 2007年（深棗色）      | 皇中王 1997年（棗色）        | 金滿寶         | Misque          |
| 種馬 榮進閃耀 2007年（深棗色）      | 皇中王 1997年（棗色）        | Allegretta     | Lombard         |
| 種馬 榮進閃耀 2007年（深棗色）      | 皇中王 1997年（棗色）        | Allegretta     | Anatenvka       |
| 種馬 榮進閃耀 2007年（深棗色）      | Moonlady 1997年（棕色）      | 百天麗         | Surumu          |
| 種馬 榮進閃耀 2007年（深棗色）      | Moonlady 1997年（棕色）      | 百天麗         | Prairie Darling |
| 種馬 榮進閃耀 2007年（深棗色）      | Moonlady 1997年（棕色）      | Midnight Fever | Sure Balde      |
| 種馬 榮進閃耀 2007年（深棗色）      | Moonlady 1997年（棕色）      | Midnight Fever | Majoritat       |
| 繁殖雌馬 Vela Blanca 2007年（棗色） | 大洋船 1998年（灰色）        | French Deputy  | Deputy Minister |
| 繁殖雌馬 Vela Blanca 2007年（棗色） | 大洋船 1998年（灰色）        | French Deputy  | Mitterand       |
| 繁殖雌馬 Vela Blanca 2007年（棗色） | 大洋船 1998年（灰色）        | Blue Avenue    | Classic Go Go   |
| 繁殖雌馬 Vela Blanca 2007年（棗色） | 大洋船 1998年（灰色）        | Blue Avenue    | Eliza Blue      |
| 繁殖雌馬 Vela Blanca 2007年（棗色） | Admire Sunday 1995年（棗色） | 週日寧靜       | Halo            |
| 繁殖雌馬 Vela Blanca 2007年（棗色） | Admire Sunday 1995年（棗色） | 週日寧靜       | Wishing Well    |
| 繁殖雌馬 Vela Blanca 2007年（棗色） | Admire Sunday 1995年（棗色） | Moon Indigo    | El Gran Senor   |
| 繁殖雌馬 Vela Blanca 2007年（棗色） | Admire Sunday 1995年（棗色） | Moon Indigo    | Madelia         |
| 雌系：號族：11-p                    |                              |                |                 |
| 五代內近親交配：無                  |                              |                |                 |

## 命名由來
名字中，Vela（ヴェラ）於西班牙語中帶有帆的意思，繼承自母系Vela Blanca之名字，Azur（アズール）則於西班牙語中指代青藍色，香港則結合兩部分加以聯想，翻譯为「飄揚青帆」。

## 外部連結
- 飄揚青帆 netkeiba.com （页面存档备份，存于）
- 血統表 （页面存档备份，存于）